# Hatmehit

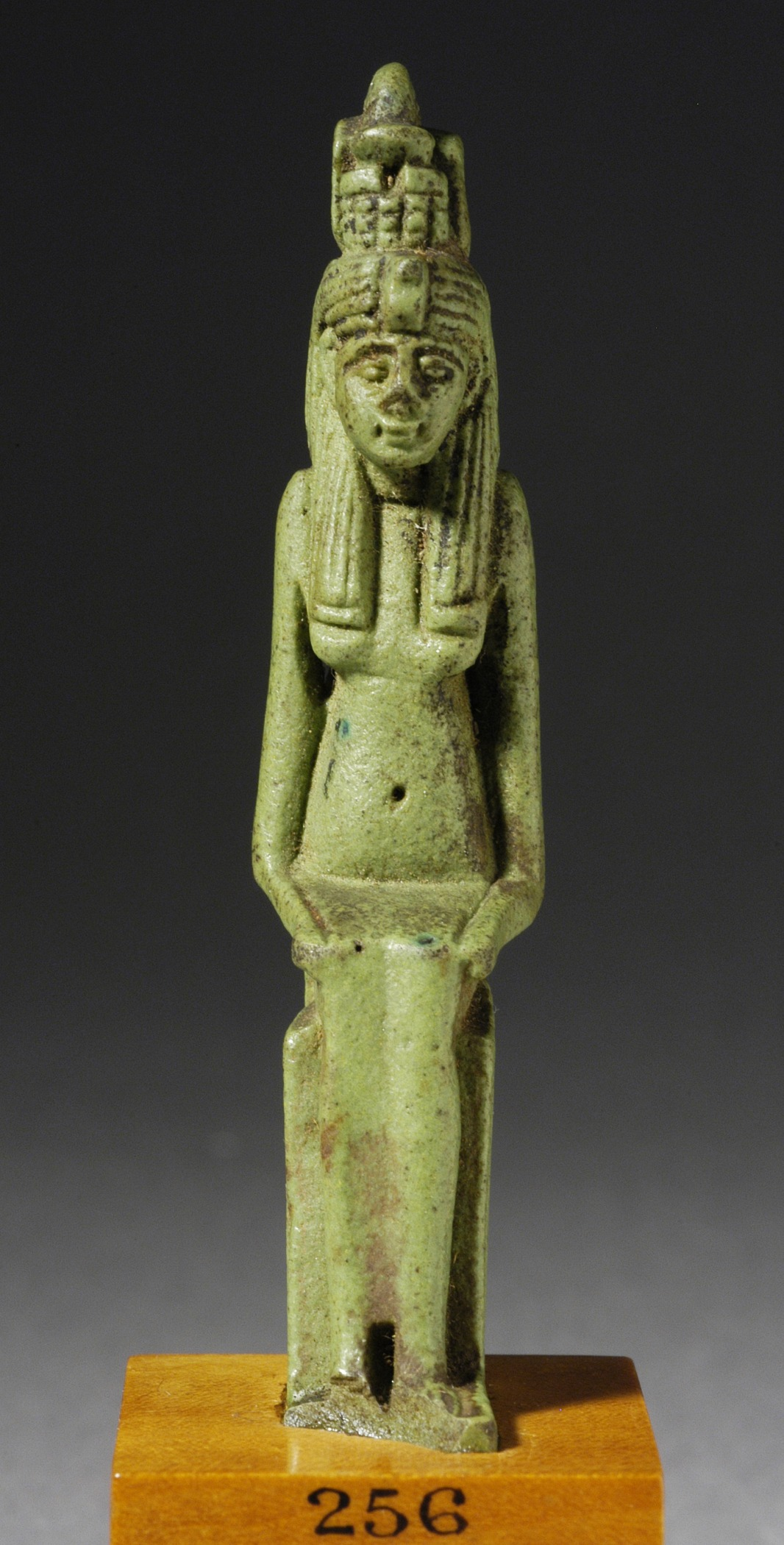
Hatmehit, Los Angeles County Museum of Art

Hatmehit, auch Hat-mehit, ist eine altägyptische Göttin, die bereits seit der 4. Dynastie als Fischgottheit belegt und eine Gaugöttin des 16. unterägyptischen Fischgaues ist. Sie wird als Frau mit einem welsartigen Fisch auf dem Kopf dargestellt, den sie dann auch über einem Uräus-Diadem trägt. Auf Amuletten erscheint sie als Fisch.
Verehrt wurde Hatmehit in Mendes, jedoch finden sich auch Darstellungen im Amun-Tempel von Hibis. Die Göttin wurde in der Spätzeit als Gattin des Widder von Mendes angesehen. Seit der 3. Zwischenzeit bilden beide mit Harpokrates die sogenannte Dreiheit von Mendes.